# Oberschlesisches Industriegebiet

Zentraler Teil des Oberschlesischen Industriegebietes (Oberschlesischer Metropolenverbund)

Das Oberschlesische Industriegebiet (polnisch Górnośląski Okręg Przemysłowy, GOP) ist das wichtigste Industriegebiet Polens im Grenzgebiet des historischen Oberschlesiens und Kleinpolens. Es ist das Zentrum des polnischen Steinkohlebergbaus und der Schwerindustrie (16,8 % der Landesproduktion) und verfügt über 98 % der Steinkohlevorkommen Polens.
Es ist außerdem der zweitgrößte Ballungsraum Polens mit etwa 2,7 Millionen Einwohnern (2008). Wichtigste Städte des oberschlesischen Industriegebiets sind Bytom (Beuthen), Dąbrowa Górnicza (Dombrowa), Gliwice (Gleiwitz), Zabrze (Hindenburg), Jaworzno, Katowice (Kattowitz), Chorzów (Königshütte), Ruda Śląska (Ruda), Sosnowiec (Sosnowitz) und Tychy (Tichau). 14 Städte des Oberschlesischen Industriegebiets gründeten 2007 den Oberschlesischen Metropolenverbund.

## Geschichte

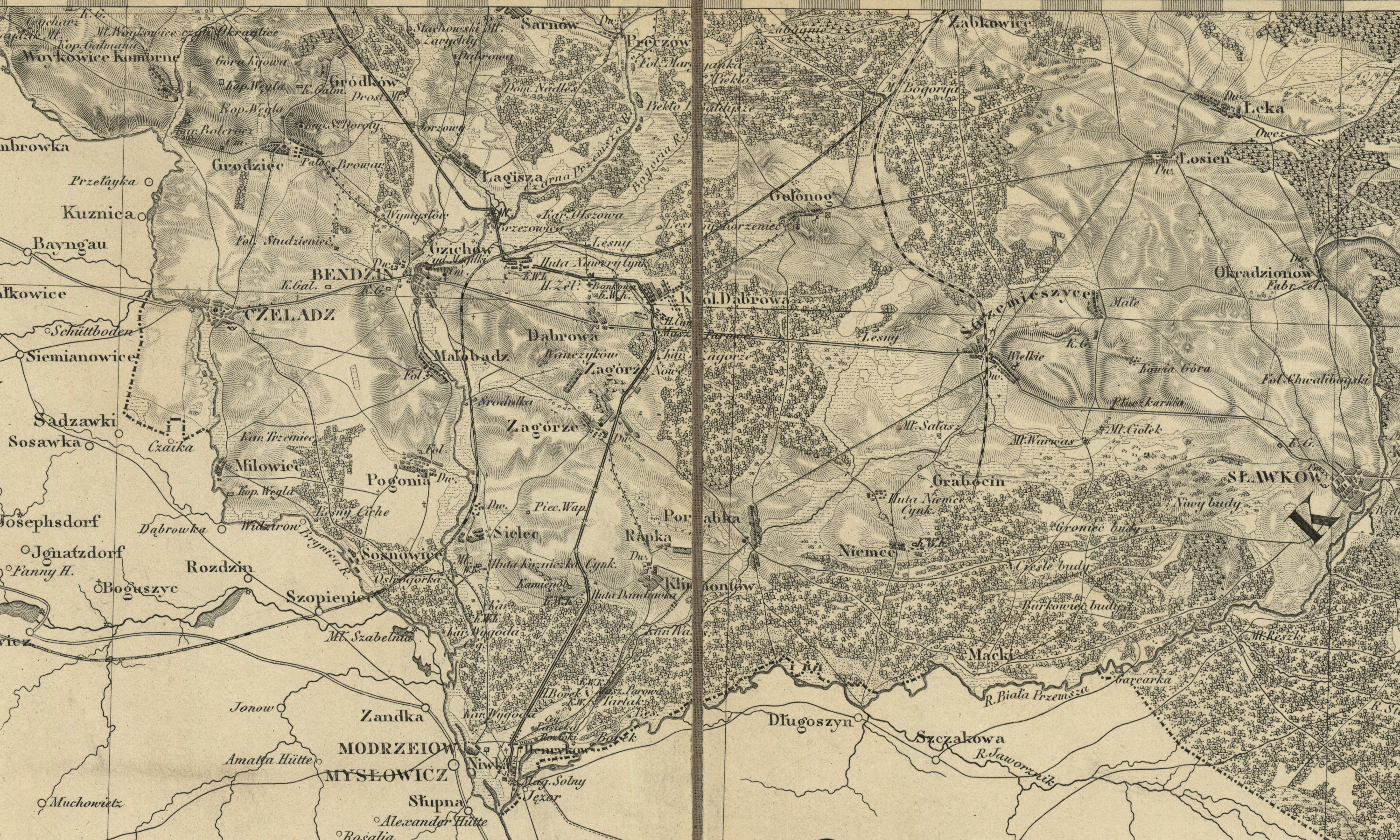
Polnisches bzw. Dombrowaer Kohlebecken in Kongresspolen (1843)

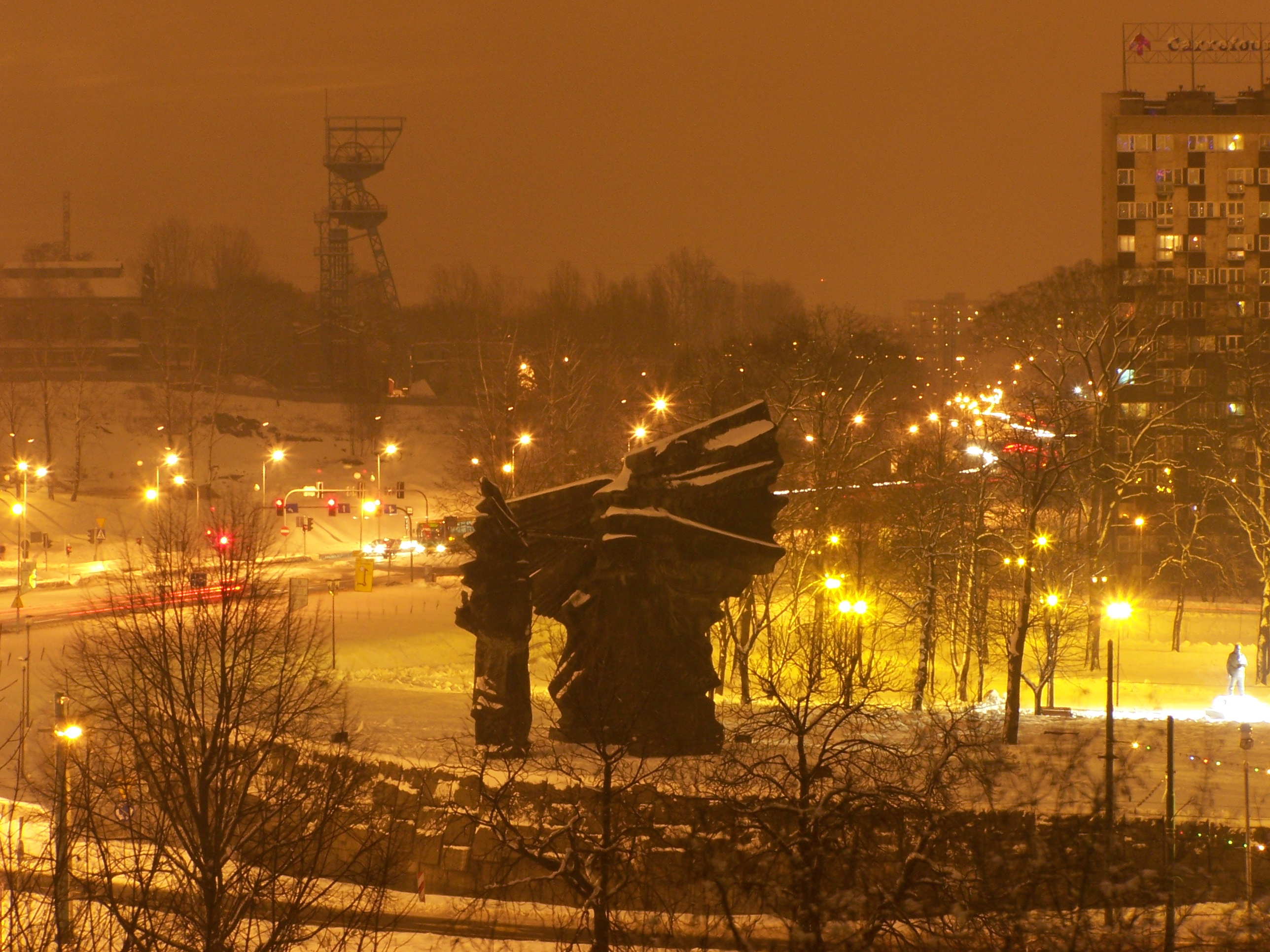
Kattowitz, Denkmal für die polnischen Gefallenen der Aufstände in Oberschlesien

Schon im 12. Jahrhundert begann der Abbau von Silber- und Bleierzen, mindestens seit dem 18. Jahrhundert wurde Steinkohle abgebaut (Bergwerk Reden, 1785). Im Oberschlesischen Revier fehlte eine leistungsfähige Verkehrsinfrastruktur in Form einer Wasserstraße. 1842 begann die Anbindung des Industriegebiets, als die Oberschlesische Bahn es an das damals entstehende Eisenbahnnetz anschloss. Mit der Industrialisierung (durch den Steinkohlenbergbau und die Hüttenindustrie) entwickelte die Region sich zum zweitgrößten Schwerindustriezentrum des Deutschen Reichs nach dem Ruhrgebiet, ähnlich wie das Polnische Kohlebecken im russisch beherrschten Kongresspolen und das Krakauer Bergbaurevier um Jaworzno in österreichischen Galizien.
Die 1922 durchgeführte Teilung Oberschlesiens zwischen Polen und Deutschland brachte wirtschaftliche Probleme mit sich, da die neue Grenze mitten durch das Revier gezogen wurde. Aufeinander abgestimmte Produktionsanlagen und die Infrastruktur waren dadurch getrennt und der Wirtschaftsraum erheblich gestört. In der Zeit der Sanacja gab es kontroverse Pläne der administrativen Vereinigung des Gebiets durch die Angliederung der stark industrialisierten Gebieten aus der Woiwodschaft Kielce und Woiwodschaft Krakau an die Woiwodschaft Schlesien.
Die Situation änderte sich nach dem Zweiten Weltkrieg: Da nun das ganze Industrierevier von der sowjetischen Besatzungsmacht unter polnische Verwaltung gestellt worden war, stand dem Staat ein ausgedehnter Wirtschaftsraum zur Verfügung. Zwar waren polnische Industrieanlagen im Zweiten Weltkrieg stark in Mitleidenschaft gezogen worden und mussten größtenteils wiederaufgebaut werden, doch hatte das Oberschlesische Industriegebiet diese Zeit vergleichsweise gut überstanden. Im Zuge des Wiederaufbaus der polnischen Wirtschaft wurde das Oberschlesische Industriegebiet gezielt vom Staat nach planwirtschaftlichem Muster ausgebaut.
Die Energiegewinnung und die Stahlerzeugung waren für die weitere Industrialisierung des Landes essentiell, wofür große Mengen Steinkohle abgebaut werden mussten. Der Ausbau der Schwerindustrie wurde sehr schnell vorangetrieben ohne Rücksicht auf Umwelt oder die Gesundheit der Bevölkerung. Auch nach 1970 unter Edward Gierek, selbst aus dem Gebiet, wurden noch neue Hüttenwerke gebaut, wie etwa das größte Eisenhüttenwerk Polens, „Katowice“ bei Dąbrowa Górnicza.

## Transformation

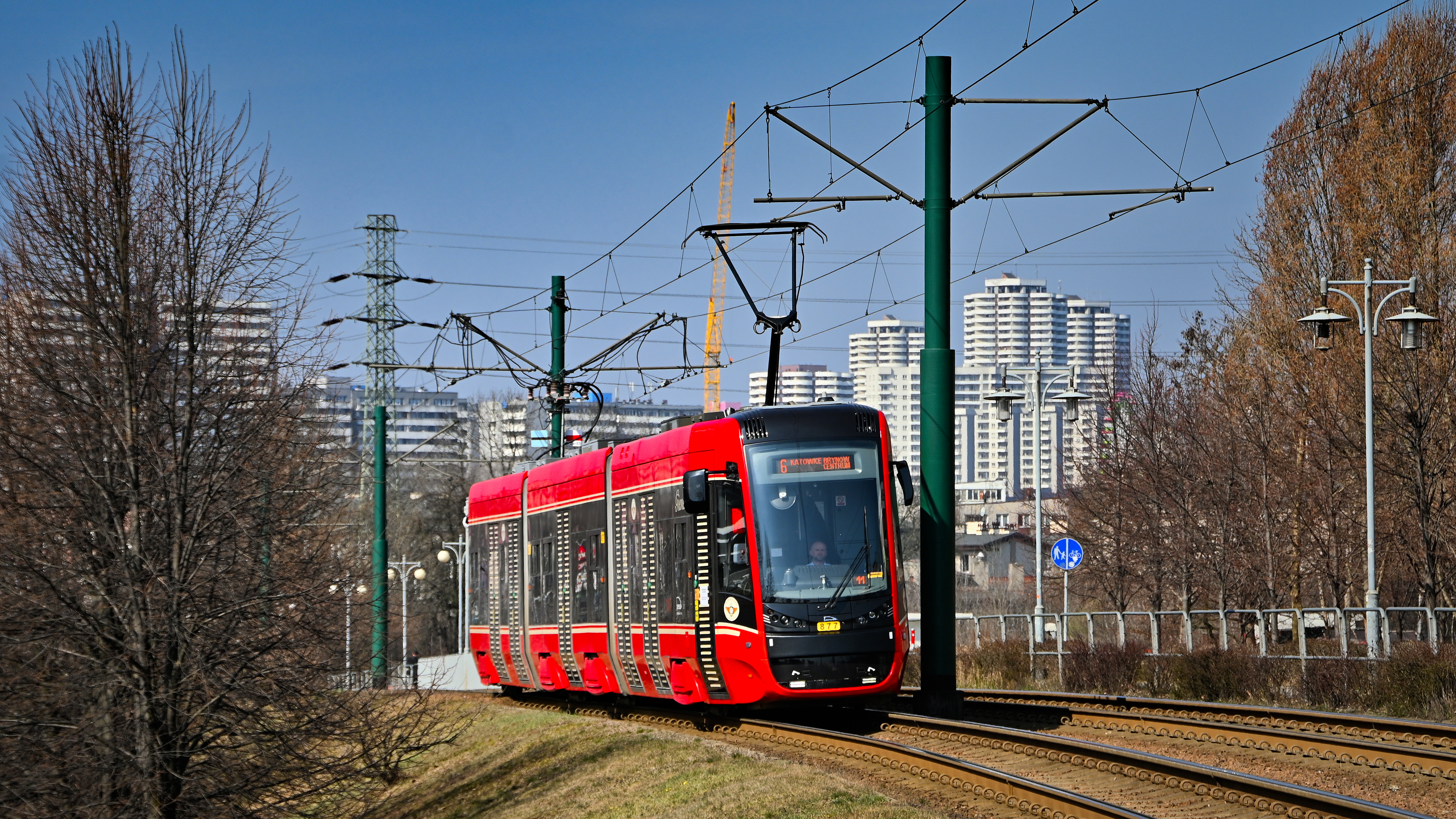
Straßenbahn Kattowitz–Königshütte–Beuthen

Mit der Wende 1989 setzte die Transformation von der Planwirtschaft zur freien Marktwirtschaft ein. Der wesentliche Schritt, die Privatisierung der Mehrzahl der Staatsbetriebe war früh und sehr rasant erfolgt. Dieser verlief mit großen Turbulenzen, wie etwa dem drastischen Fall des Lohnniveaus und Massenarbeitslosigkeit, da viele Produktionsstätten geschlossen wurden, weil sie sich am freien Markt orientieren mussten und die staatlichen Subventionen ausblieben. Auch die hohe Bevölkerungsdichte und der hohe Anteil an Beschäftigten im sekundären Sektor sowie die Ausrichtung der Infrastruktur auf die Schwerindustrie trugen dazu bei, dass über 320.000 Arbeitsplätze verloren gingen.
Diese Lage hat sich normalisiert und es sind zum Ausgleich für die verlorenen Arbeitsplätze im sekundären Sektor neue Arbeitsplätze im Dienstleistungsgewerbe entstanden. Trotzdem bleibt das Gebiet eine Problemregion mit der höchsten Arbeitslosigkeit Polens (20 %). Es gibt immer noch mehrere Bergwerke und einige Stahlhütten, diese werden aber weiterhin abgebaut. In einem Bergwerk konnte beispielsweise in dem ehemaligen Verwaltungsgebäude ein Bürozentrum entstehen. Vor allem durch den EU-Beitritt gibt es immer mehr Investitionen in die bevölkerungsreichste Region Polens. Die staatlichen Bergbauunternehmen wie Katowicki Holding Węglowy und Kompania Węglowa sind defizitär, tragen aber in einem überragenden Maße zur Stromversorgung des Landes bei.

## Linienverkehr

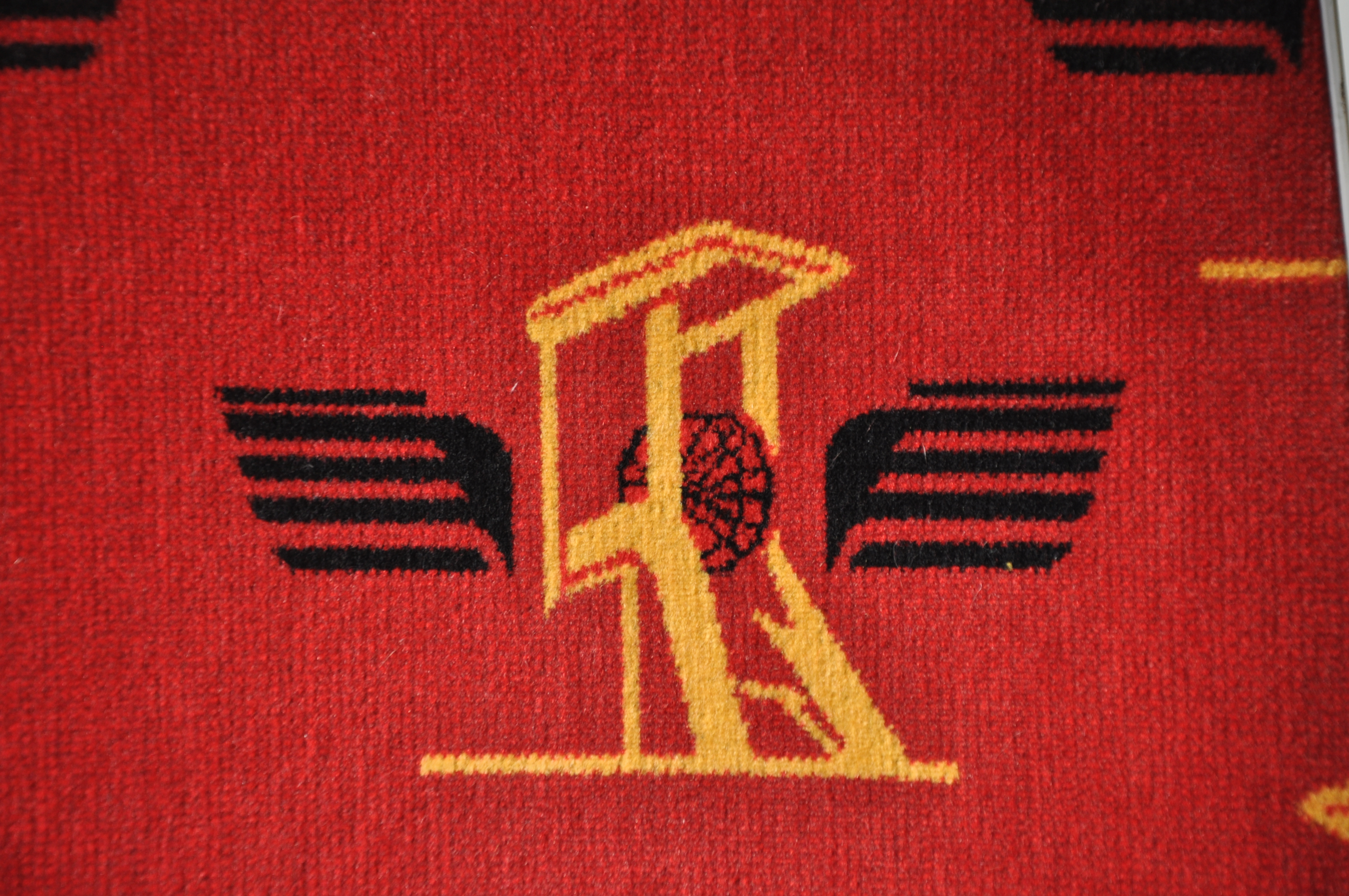
Die Sitzpolster der oberschlesischen Straßenbahn zeigen einen Förderschacht und ein Flügelrad

Das Gebiet ist durch die Straßenbahn im oberschlesischen Industriegebiet erschlossen. Betreiber sind die Tramwaje Śląskie. Die Linien sind in den kommunalen Verkehrsverbund ZTM integriert.

## Umweltprobleme

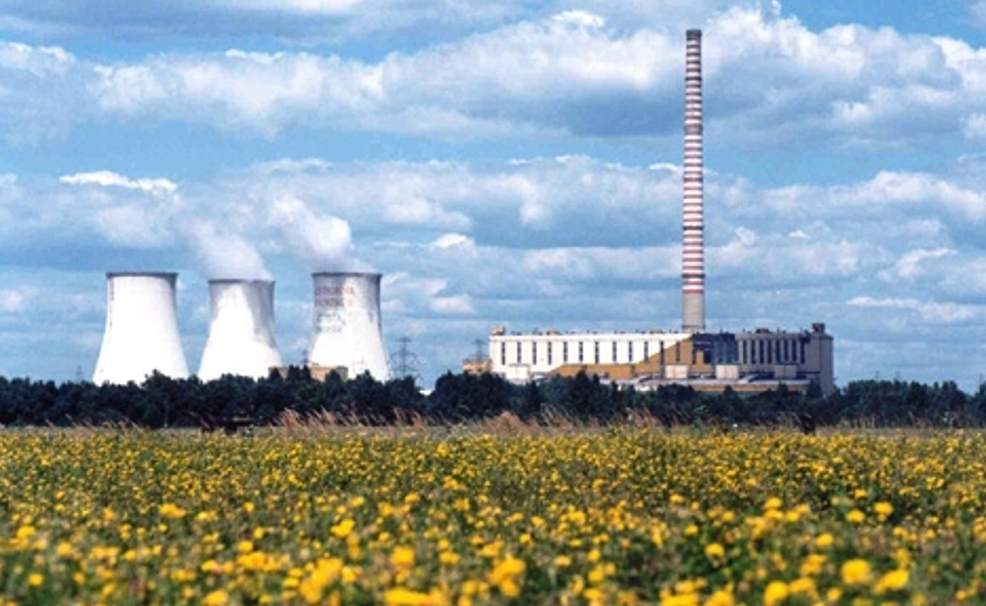
Kraftwerk Jaworzno III

Die Gas- und Staubemission im Raum Kattowitz liegt 20-mal über dem Landesdurchschnitt. Hier waren zeitweise 40 Prozent der gesamten Luftbelastung des Landes auf lediglich 2,1 Prozent der Staatsfläche konzentriert. Auch die Wasserqualität entspricht noch nicht europäischen Standards. Die starke Siedlungsdichte im Oberschlesischen Industriegebiet verursachte eine Vermischung von Wohn- und Industriegebieten. Dadurch wurde die Gesundheit der Bewohner erheblich belastet. Im Oberschlesischen Industriegebiet liegt die Krankheitsrate deutlich über dem Landesdurchschnitt. Es gibt zum Beispiel 50 Prozent mehr Atemwegserkrankungen und die Krebsrate ist um ein Drittel höher als im Rest Polens. Diese Umstände haben eine deutlich geringere Lebenserwartung zur Folge.
Gründe für diese Probleme liegen hauptsächlich in den veralteten Industrieanlagen. So werden zum Beispiel die Abwässer der Fabriken nur unzureichend gereinigt oder direkt ungeklärt in die Gewässer geleitet. Auch die starke Konzentration von Industrieanlagen nahe an den dicht besiedelten Wohngebieten liefert eine weitere Ursache für die erhöhte Krankheitsrate. Nach dem Zweiten Weltkrieg wurden Fabriken und Bergwerke ohne Rücksicht auf die Wasser- und Luftverschmutzung gebaut.
Diesen Problemen wirken EU und Regierung durch diverse Maßnahmen entgegen. So wurden einige verschmutzende Betriebe aus den Städten ausgelagert, der Emissionsschutz verbessert und die Betriebe modernisiert. Des Weiteren sind eine Vielzahl von Umweltverträgen mit Investoren und der EG unterzeichnet worden. So wurde eine Reihe von Kläranlagen durch die EU finanziert. Verstöße gegen Umweltauflagen sollen von nun an auch effizienter verfolgt und gegebenenfalls bestraft werden. Bereits zwischen 1990 und 1999 konnte so die Umweltsituation spürbar verbessert werden, trotzdem bleibt das Oberschlesische Industriegebiet weiterhin ein „Umweltnotstandsgebiet“.

## Verwaltungsgliederung
Zum Oberschlesischen Industriegebiet gehören folgende Städte, Gemeinden (Gminas) und Kreise (Powiats).
| Rang | Name                       | Einwohner (31. Dez. 2008) | Fläche (in km²) | Dichte (Ew./km²) |
| ---- | -------------------------- | ------------------------- | --------------- | ---------------- |
| 1.   | Katowice                   | 309.621                   | 164,67          | 1.880            |
| 2.   | Sosnowiec                  | 221.775                   | 91,26           | 2.447            |
| 3.   | Gliwice                    | 196.968                   | 134,20          | 1.474            |
| 4.   | Zabrze                     | 188.717                   | 80,47           | 2.357            |
| 5.   | Bytom                      | 184.328                   | 69,32           | 2.680            |
| 6.   | Powiat będziński           | 150.951                   | 368,02          | 410              |
| 7.   | Ruda Śląska                | 144.254                   | 77,70           | 1.865            |
| 8.   | Powiat tarnogórski         | 137.646                   | 642,63          | 214              |
| 9.   | Tychy                      | 129.540                   | 82,63           | 1.578            |
| 10.  | Dąbrowa Górnicza           | 128.560                   | 188,00          | 688              |
| 11.  | Powiat gliwicki            | 114.066                   | 663,35          | 173              |
| 12.  | Chorzów                    | 113.469                   | 33,50           | 3.395            |
| 13.  | Jaworzno                   | 95.383                    | 152,20          | 628              |
| 14.  | Powiat mikołowski          | 91.866                    | 231,53          | 395              |
| 15.  | Mysłowice                  | 74.940                    | 66,00           | 1.136            |
| 16.  | Siemianowice Śląskie       | 71.425                    | 25,50           | 2.824            |
| 17.  | Piekary Śląskie            | 58.915                    | 39,60           | 1.495            |
| 18.  | Powiat bieruńsko-lędziński | 56.345                    | 156,68          | 358              |
| 19.  | Świętochłowice             | 54.447                    | 13,22           | 4.141            |
| 20.  | gmina Chrzanów             | 50.166                    | 79,33           | 632              |
| 21.  | Oświęcim                   | 41.382                    | 30,30           | 1.366            |
| 22.  | Trzebinia                  | 20.373                    | 31,30           | 651              |
| 23.  | Libiąż                     | 17.671                    | 35,88           | 493              |
| 24.  | gmina Łazy                 | 15.077                    | 132,56          | 121              |
| 25.  | gmina Chełmek              | 12.877                    | 27,24           | 473              |
| 26.  | Bukowno                    | 10.765                    | 63,42           | 167              |
| 27.  | gmina Bolesław             | 7.842                     | 41,42           | 189              |
|      | Gesamt                     | 2.656.851                 | 3.359,74        | 791              |